# Pravo u 1507.
◄◄ | ◄ | 1504. | 1505. | 1506. | 1507.  | 1508. | 1509. | 1510. | ► | ►►
Arhitektura • Astronomija • Glazba • Kazalište • Kiparstvo • Knjige • Književnost • Kršćanstvo • Medicina • Politika • Pravo • Promet • Slikarstvo • Znanost
Pravo u 1507.

## Hrvatska i u Hrvata

### Događaji
- Motovunski statut
- Veprinački zakon

## Vanjske poveznice
|  | Zajednički poslužitelj ima još gradiva o temi Pravo |